# Jack și creatura albastră
„Jack și creatura albastră” este al treizeci și treilea episod al serialului de desene animate Samurai Jack.

## Subiect
Jack străbate ținuturi întinse și ajunge la o oază, unde se întinde să se odihnească. Dar curând descoperă că se află pe burta unei creaturi albastre și rotofeie. Jack părăsește oaza și creatura se ia după el, pusă pe șotii. Jack nu izbutește deloc să scape de ea.
Când ajunge la un cristal vrăjit care îl poate duce înapoi în timp, creatura îl înfulecă. Jack se îmbufnează și peste noapte o părăsește pe furiș. Abia se depărtase puțin, că patru roboți într-o mațină și înarmați cu mitraliere îl atacă. Unul dintre ei îi azvârle în braț niște fiole cu un ser care îi face brațul lui Jack greu ca de plumb. Nemaiputându-l ridica de la pământ, Jack începe s-o încaseze.
Dar creatura albastră, așa inocentă și jucăușă cum era, vede suferința lui Jack și se transformă într-o bestie cu gheare și colți, după care îi storcește și îi sfărâmă pe cei patru roboți. Apoi creatura își recapătă forma și firea de dinainte, naivă și sentimentală. Jack îi mulțumește și cei doi rămân împreună, prieteni.